# Wildwood (Misuri)
Wildwood es una ciudad ubicada en el condado de San Luis en el estado estadounidense de Misuri. En el Censo de 2010 tenía una población de 35517 habitantes y una densidad poblacional de 204,43 personas por km².

## Geografía
Wildwood se encuentra ubicada en las coordenadas 38°34′37″N 90°40′4″O / 38.57694, -90.66778. Según la Oficina del Censo de los Estados Unidos, Wildwood tiene una superficie total de 173.74 km², de la cual 172.03 km² corresponden a tierra firme y (0.98%) 1.71 km² es agua.

## Demografía
Según el censo de 2010, había 35517 personas residiendo en Wildwood. La densidad de población era de 204,43 hab./km². De los 35517 habitantes, Wildwood estaba compuesto por el 92.18% blancos, el 1.66% eran afroamericanos, el 0.19% eran amerindios, el 4.04% eran asiáticos, el 0.03% eran isleños del Pacífico, el 0.4% eran de otras razas y el 1.51% pertenecían a dos o más razas. Del total de la población el 2.34% eran hispanos o latinos de cualquier raza.